# Agapetes serpens
Agapetes serpens là một loài thực vật có hoa trong họ Thạch nam. Loài này được (Wight) Sleumer mô tả khoa học đầu tiên năm 1939.

## Hình ảnh

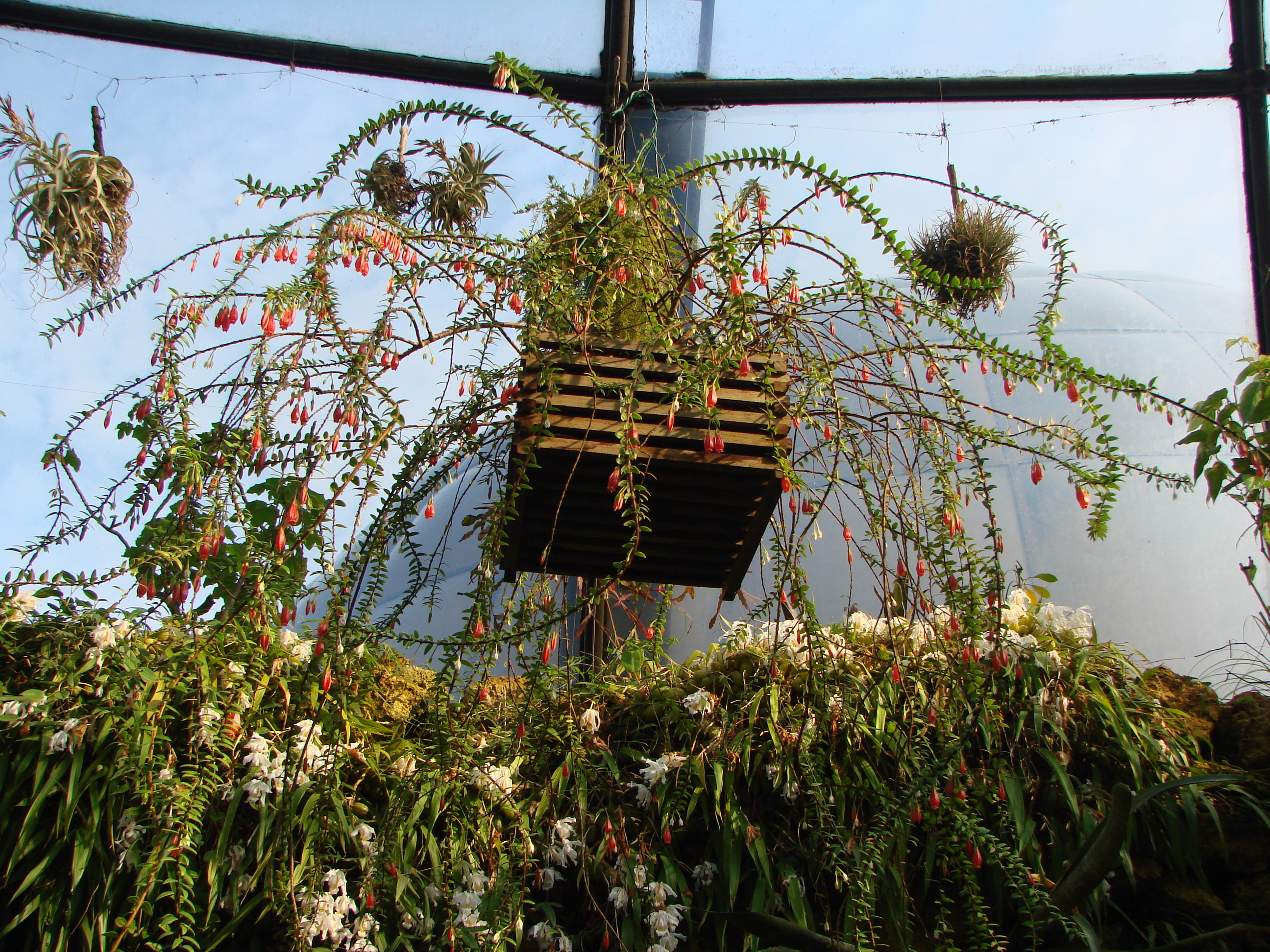
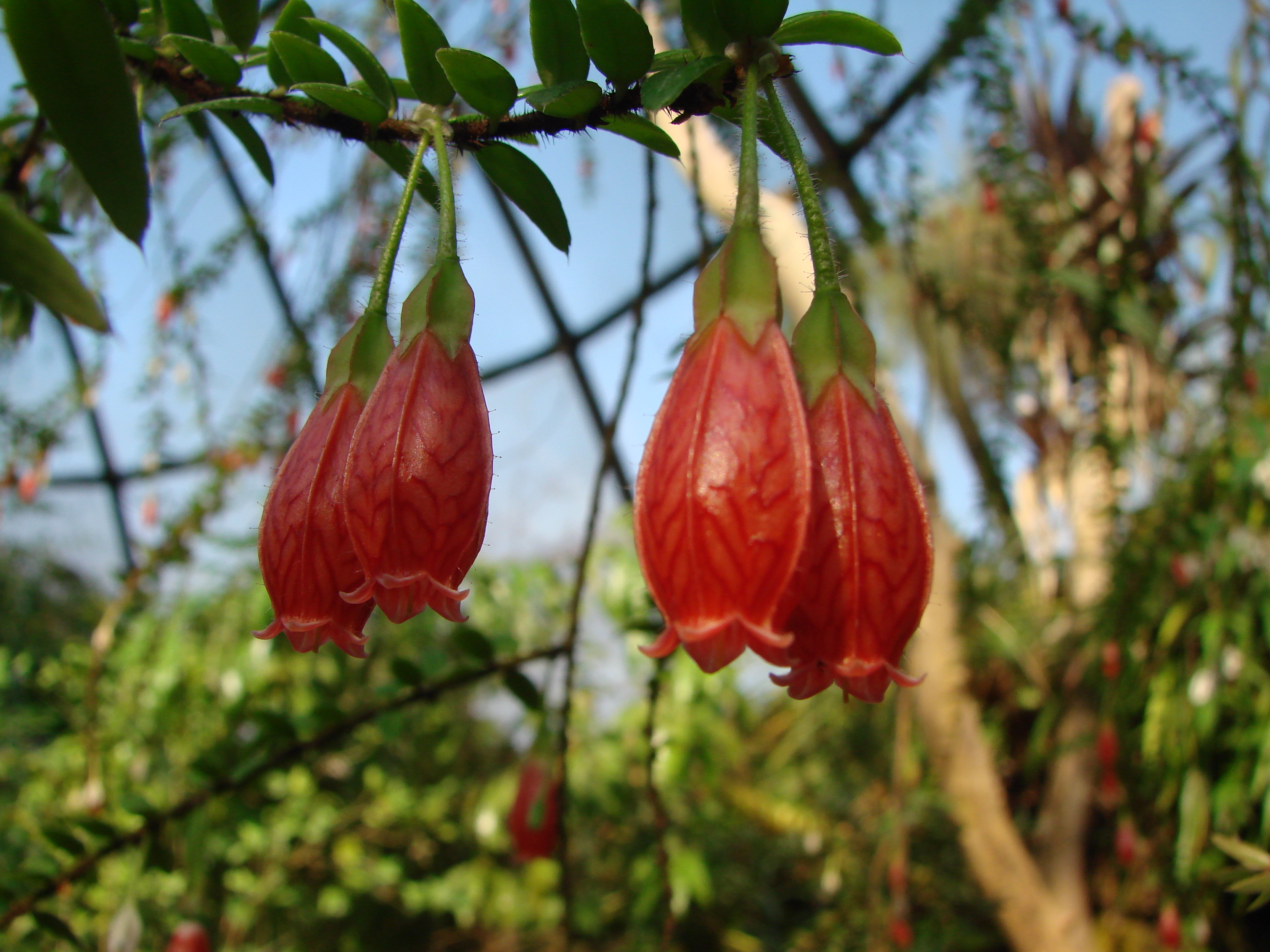
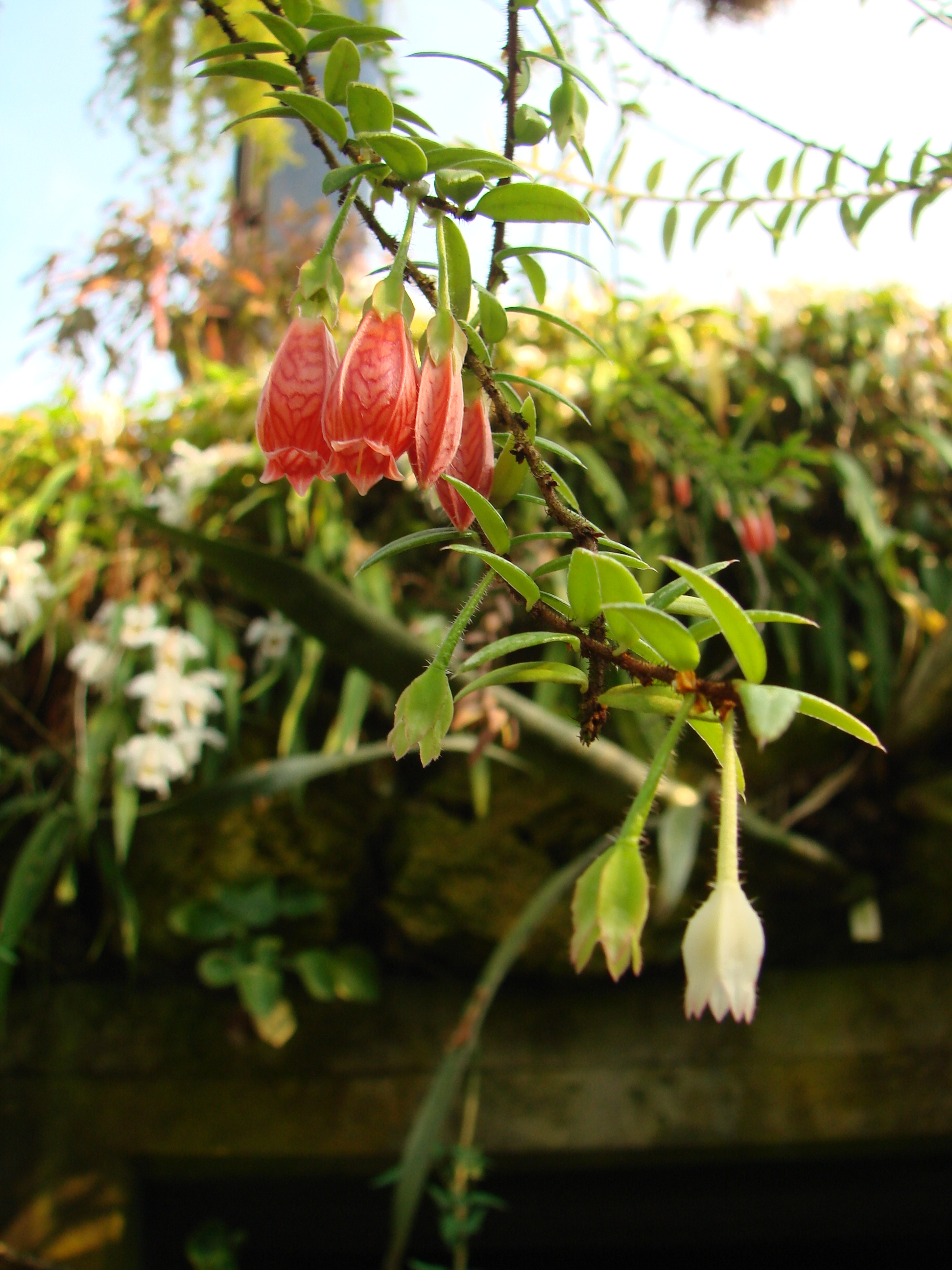
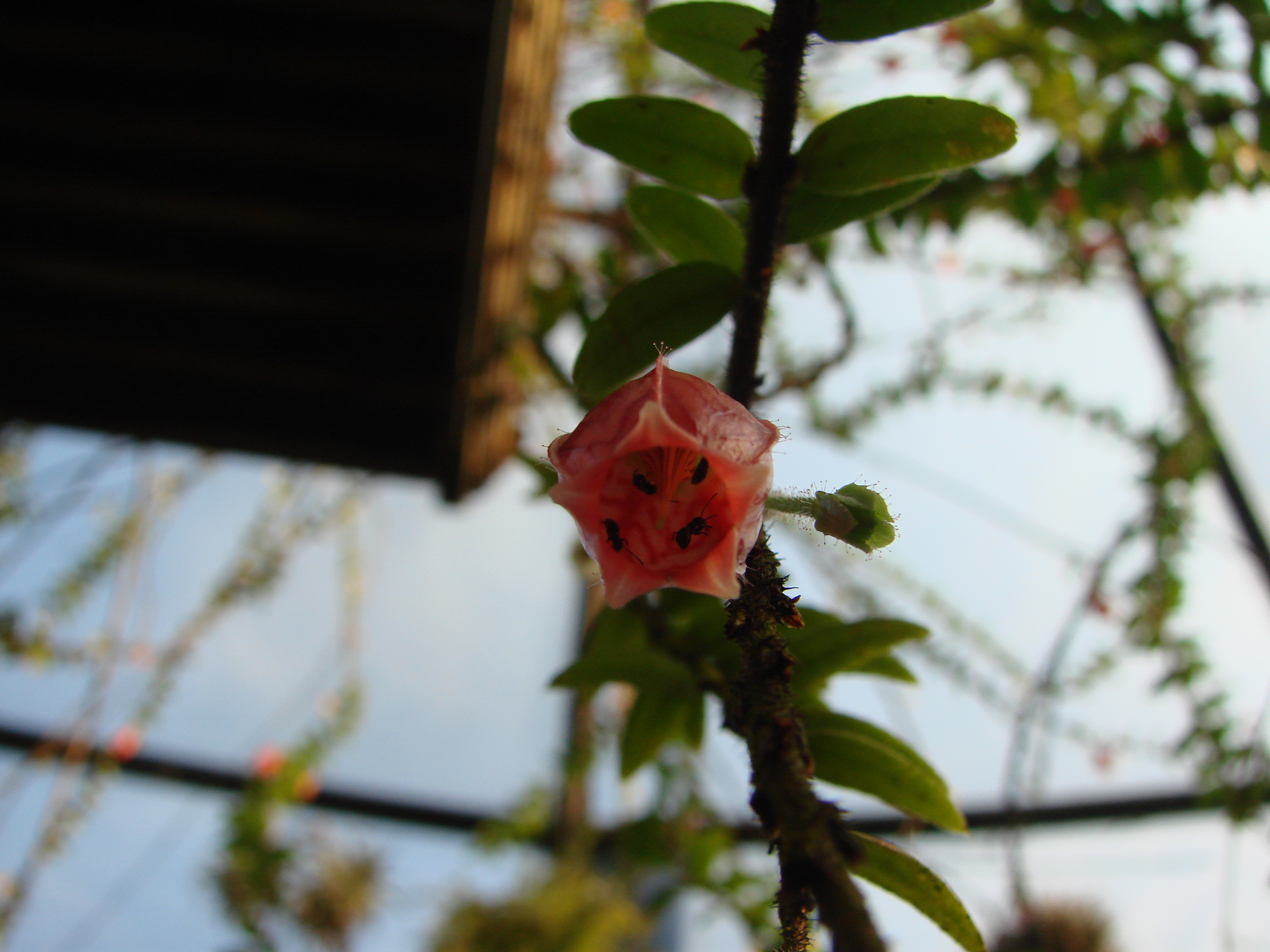